# Stewart Raffill
Stewart Raffill (Coventry, Reino Unido, 27 de enero de 1942) es un director de cine y guionista británico.

## Biografía
Emigrado del Reino Unido a Estados Unidos, su primera obra como guionista fue la película Napoleon and Samantha, de Walt Disney, cuyo protagonista era Michael Douglas y una entonces desconocida Jodie Foster.
Su amor por los animales salvajes se atestiguó por la primera película que dirigió, When the North Wind Blows, que habla de un cazador que se marcha a vivir en contacto con los tigres.
Con The Philadelphia Experiment obtuvo el premio a la mejor película en el Fantafestival de 1985.

## Filmografía
Sus películas más destacadas son:

### Como guionista
- 1984: Guerreros del espacio
- 1994: Tammy and the T-Rex
- 1998: The New Swiss Family Robinson
- 2005: Survival Island

### Como director
- 1978: Los naufragos de la isla perdida
- 1981: Los riesgos de la aventura
- 1984: The Philadelphia Experiment
- 1984: Guerreros del espacio
- 1988: Mi amigo Mac
- 1991: Mannequin Two: On the Move
- 1994: Perdidos en Africa
- 1994: Tammy and the T-Rex
- 1998: The New Swiss Family Robinson
- 1999: Grizzly Falls
- 2001: A Month of Sundays
- 2002: While You Were Waiting (cortometraje)
- 2005: Survival Island
- 2007: Croc